# Ondavská rovina
Ondavská rovina je geomorfologický podcelek Východoslovenské roviny. Nachází se v západní polovině krajinného celku, na dolním toku řeky Ondava.

## Vymezení
Podcelek zabírá rovinatou část po obou březích Ondava a v rámci celku sousedí na západě s Trebišovskou tabulí, na jihu s Latorickou rovinou a na jihovýchodě s Malčickou tabulí. Severněji leží podcelky Východoslovenské pahorkatiny, na severovýchodě Pozdišovský chrbát, na severu Ondavská niva, Vranovská pahorkatina a Toplianská niva. 

## Osídlení
Rovinaté území poblíž řeky je osídlené zejména v linii hlavních cest. Na severním okraji leží město Vranov nad Topľou, na západním okraji střední části Trebišov.

## Doprava
Na severním okraji vede Vranovem nad Topľou silnice I/18 (Prešov–Michalovce), silnice I/79 (Vranov nad Topľou – Slovenské Nové Mesto) směřuje podél řeky Ondava na jih. Stejné směrování, ale východním břehem řeky má silnice II/554. Centrální část kříží silnice I/19 (Košice–Michalovce), v jejímž koridoru vede evropská silnice E50. Rovinaté území využívá i železnice, konkrétně tratě Prešov–Humenné, Michaľany–Łupków, Trebišov – Vranov nad Topľou a Košice–Čop.